# Thierry Champion
Thierry Champion (Bagnols-sur-Cèze, 31 agosto 1966) è un allenatore di tennis ed ex tennista francese.

## Carriera
Raggiunge il primo risultato di rilievo a livello ATP nel 1986, raggiungendo i quarti di finale a Bordeaux, risultato bissato anche nell'edizione successiva. 
Gioca la sua prima ed unica finale nel 1988 a Saint-Vincent, perdendola però nettamente dallo svedese Carlsson. Sempre in Italia raggiunge la semifinale a Bari. 
Nel 1989 raggiunge solo i quarti di finale ad Atene, non giocando per problemi fisici gli ultimi mesi dell'anno. 
All'edizione del Roland Garros del 1990 ottiene il miglior risultato in carriera. Partito dalle qualificazioni, nel main draw batte 4 giocatori classificati tutti nei primi 40 ATP: Goran Prpic, Juan Aguilera, Guy Forget e Karel Nováček perdendo dall'ecuadoregno Andrés Gómez Santos, poi vincitore del titolo. Chiude la stagione nei primi 60 ATP grazie anche ai quarti di Bordeaux e alla semifinale di Palermo. 
Anche nel 1991 ottiene gli acuti più importanti della carriera nei tornei del Grande Slam. A Parigi non riesce a difendere i quarti di finale dell'anno precedente ma al secondo turno ottiene il prestigioso scalpo di Pete Sampras, futuro n. 1 del mondo e già campione degli US Open in carica. Ancora più clamorosa si rivela la sua marcia a Wimbledon. Presentatosi senza alcuna preparazione sull'erba, giocando anzi i tornei sulla terra di Firenze e Genova, dopo il Roland Garros, e senza aver mai vinto un match a Wimbledon in carriera, raggiunge a sorpresa i quarti di finale, battendo in 5 set, tra gli altri, gli erbivori Pat Cash, campione nel 1987, e Derrick Rostagno. È il n. 1 del mondo Stefan Edberg a fermarlo. Raggiunge poi i quarti anche a Kitzbuhel e Long Island e le semifinali a Bordeaux e Birmingham, raggiungendo il suo Best Ranking al n. 44 e chiudendo al n. 48 la miglior stagione della carriera.
Nel 1992 fa il suo esordio in Coppa Davis, contro la Svizzera nei quarti di finale perdendo entrambi i singolari in 4 set, contro Marc Rosset e Jakob Hlasek. Raggiunge i quarti a San Francisco e Nizza mentre a Wimbledon, riproponendo la stessa non preparazione dell'anno procedente, raggiunge comunque un buon terzo turno.
Nelle stagioni successive, complice anche qualche infortunio, il suo rendimento cala drasticamente, uscendo dai primi 200 ATP alla fine del 1993, rientrandoci grazie a qualche buon risultato nel circuito challenger nell'estate del 1995 e riavvicinandosi alla top100 alla fine del 1996. Gli ultimi match a livello Slam li vince al Roland Garros del 1997, cedendo al 3t allo spagnolo Corretja. Si ritira alla fine del 1998 a 32 anni.

## Statistiche

### Singolare

#### Finali perse (1)
| Numero | Anno           | Torneo                           | Superficie  | Avversario in finale | Punteggio |
| 1.     | 14 agosto 1988 | ATP Saint-Vincent, Saint-Vincent | Terra rossa | Kent Carlsson        | 0-6, 2-6  |